# Comando scuole della Marina Militare
Il Comando Scuole della Marina Militare (MARICOMSCUOLE), con sede ad Ancona, è uno dei tre Alti Comandi (insieme a CINCNAV e MARICOMLOG) della Marina Militare. Il Comando Scuole sovraintende agli istituti per la formazione e la selezione del personale della Marina Militare ed è retto da un Ammiraglio di squadra. Dipende direttamente dal Capo di stato maggiore della Marina Militare.
Dal Comando Scuole dipendono:
- L'Accademia navale di Livorno (MARINACCAD Livorno).
- L'Istituto di Studi Militari Marittimi di Venezia (MARISTUDI Venezia).
- La Scuola navale militare "Francesco Morosini" di Venezia (MARISCUOLANAV Venezia).
- Le scuole sottufficiali della Maddalena (MARISCUOLA La Maddalena), in Provincia di Sassari, e di Taranto (MARISCUOLA Taranto).
- La Scuola telecomunicazioni delle forze armate di Chiavari, in provincia di Genova (STELMILIT Chiavari).
- Il Centro di selezione della Marina Militare di Ancona (MARICENSELEZ Ancona) e relativo QGM.
- Il Centro selezione, addestramento e formazione VFP1 di Taranto (MARISCUOLA Taranto).
- Le navi scuola: Nave Caroly, Nave Stella Polare, Nave Orsa Maggiore, Nave Corsaro II, Nave Capricia.